# Wellsboro
Wellsboro település az Amerikai Egyesült Államok Pennsylvania államában, Tioga megyében, melynek megyeszékhelye is. Lakosainak száma 3469 fő (2020. április 1.).

## Népesség
A település népességének változása:

| 2010 | 3 263 |
| 2020 | 3 469 |